# Teorema Kronecker-Capelli
În algebra liniară, teorema Kronecker-Capelli, sau criteriul rangului, indică existența și/sau unicitatea soluțiilor unui sistem de ecuații. 
Deoarece în practică se folosește de fapt eliminarea Gauss–Jordan pentru obținerea soluției sistemului (este mai ușor din punct de vedere al efortului de calcul să fie găsite direct soluțiile, fără a calcula toți determinanții minorilor), acest criteriu interesează mai mult din punct de vedere didactic și este cunoscut sub mai multe nume: Kronecker-Capelli, Rouché-Capelli, sau Rouché-Frobenius.

## Enunț
Pe scurt, un sistem de ecuații liniare 
{\displaystyle \left\{{\begin{matrix}a_{1,1}x_{1}+a_{1,2}x_{2}+\cdots +a_{1,n}x_{n}=b_{1}\\a_{2,1}x_{1}+a_{2,2}x_{2}+\cdots +a_{2,n}x_{n}=b_{2}\\\vdots \\a_{m,1}x_{1}+a_{m,2}x_{2}+\cdots +a_{m,n}x_{n}=b_{m}\\\end{matrix}}\right.}
admite soluție (soluții) dacă și numai dacă rangul matricii sistemului este egal cu rangul matricei extinse.

## Exemplu
Să presupunem că după eliminarea Gauss-Jordan, a rămas următoarea situație :
{\displaystyle {\begin{pmatrix}1&*&0&0&*&*&0&*&0\\0&0&1&0&*&*&0&*&0\\0&0&0&1&*&*&0&*&0\\0&0&0&0&0&0&1&*&0\\0&0&0&0&0&0&0&0&1\\0&0&0&0&0&0&0&0&0\end{pmatrix}}}
Atunci rangul matricii este 4 (numărul de linii nenule), iar rangul matricii extinse este 5.
În linia a cincea putem constata o egalitate 0 = 1, ceea ce face ca sistemul să fie incompatibil.